# Отерфинг
Отерфинг (њем. Otterfing) општина је у њемачкој савезној држави Баварска. Једно је од 17 општинских средишта округа Мисбах. Према процјени из 2010. у општини је живјело 4.477 становника. Посједује регионалну шифру (AGS) 9182127.

## Географски и демографски подаци
Отерфинг се налази у савезној држави Баварска у округу Мисбах. Општина се налази на надморској висини од 675 метара. Површина општине износи 18,4 km². У самом мјесту је, према процјени из 2010. године, живјело 4.477 становника. Просјечна густина становништва износи 243 становника/km².